# Boleścin (Świdnica)
Pour les articles homonymes, voir Boleścin.
Boleścin est une localité polonaise de la gmina et du powiat de Świdnica en voïvodie de Basse-Silésie.

## Histoire
De 1742 à 1945, Pilzen fait partie de l'arrondissement de Schweidnitz dans le district de Breslau au sein de la province de Silésie.